# لافينيا تانانتا
لافينيا تانانتا مواليد 3 نوفمبر 1987 في سمارانغ، هي لاعبة كرة مضرب إندونيسية بدأت مسيرتها كمحترفة سنة 2003 تلعب باليد اليمنى وتحتل حالياً المرتبة رقم. 842 (28 يوليو 2014) في تصنيف رابطة محترفات كرة المضرب. أعلى تصنيف لها في الفردي كان المركز الـ 301 في سنة 2010.

## روابط خارجية
- لافينيا تانانتا على موقع رابطة محترفات التنس (الإنجليزية)
- لافينيا تانانتا على موقع الاتحاد الدولي لكرة المضرب (الإنجليزية)
- لافينيا تانانتا على موقع كأس بيلي جين كينغ (الإنجليزية)
- لافينيا تانانتا على موقع خلاصة التنس.كوم (الإنجليزية)
- لافينيا تانانتا على موقع إي إس بي إن.كوم (الإنجليزية)